# Jeff Morrow
Leslie Irving Morrow, conocido como Jeff Morrow (Nueva York, 13 de enero de 1907-Valle de San Fernando, 26 de diciembre de 1993), fue un actor estadounidense educado en el Instituto Pratt en su ciudad natal de Nueva York. Morrow era un artista comercial antes de dedicarse a la actuación. Al principio de su carrera, actuó en el escenario del circuito de Broadway con el nombre de Irving Morrow.

## Biografía

### Carrera de actuación
Ya en 1927, a los 20 años, Morrow actuó en el escenario como Irving Morrow en Pensilvania. Más tarde apareció en obras como Penal Law y Once in a Lifetime, así como en el repertorio de El sueño de una noche de verano, Noche de reyes, Romeo y Julieta y Macbeth de Shakespeare.
Después de servir en el ejército de los Estados Unidos durante la Segunda Guerra Mundial, Morrow pasó los últimos años de la década de 1940 en el escenario y en la radio, donde ganó el papel principal en la serie de radio Dick Tracy. Apareció en muchas producciones del circuito de Broadway, en particular Three Wishes for Jamie, Billy Budd, la producción de Maurice Evans de Macbeth y la producción de Katharine Cornell de Romeo y Julieta.
El 17 de octubre de 1950, coprotagonizó «The Vanishing Lady» en el drama televisivo The Trap.
Morrow recurrió a la actuación cinematográfica relativamente tarde en su carrera, comenzando con la epopeya bíblica The Robe en 1953. A menudo parodiado como el 'Hombre de Cro-Magnon' por su frente prominente, Morrow pasó gran parte de la década de 1950 apareciendo en una mezcla de películas de alto presupuesto como Flight to Tangier (1953) y Captain Lightfoot (1955), wésterns de cine B como The First Texan (1956) y películas de ciencia ficción como líder y héroe de la pantalla.
Morrow trasladó gran parte de su personalidad como actor de sus días en la radio a sus papeles como actor de cine, donde utilizaba su capacidad para alterar rápidamente tanto el tono como el volumen de su voz para lograr un efecto dramático. Ingresó al género de ciencia ficción/películas de monstruos con This Island Earth (1955), seguida de The Creature Walks Among Us (1956), Kronos (1957) y The Giant Claw (1957).
Regresó a la televisión para la mayoría de sus papeles posteriores, con seis apariciones en la serie de antología religiosa Crossroads. En dos episodios, interpretó al reverendo MR Watkinson en «In God We Trust» y al reverendo Richard C. Smith en el final de la serie, «Half Mile Down» (ambos de 1957). Otras apariciones fueron en series como The Rifleman, Bonanza, Wagon Train, My Friend Flicka, The Deputy y Daniel Boone. Fue elegido tres veces para papeles de estrella invitada en Perry Mason como Franz Lachman en el episodio de 1962 «The Case of the Ancient Romeo» como Alex Chase en «The Case of the Dodging Domino» de 1962 y como Lawton Brent en el episodio de 1965 «The Case of Festive Felon».
En 1957, Morrow interpretó a Jim Bradford en el episodio «Blood in the Dust», en Dick Powell's Zane Grey Theatre CBS. En la trama, Bradford no retrocederá cuando un hombre armado le ordene que se vaya de la ciudad. Su esposa Lucy (Claudette Colbert), está particularmente angustiada porque Jim no ha disparado un arma desde que estuvo en la Guerra de Secesión.
En 1958-1959, interpretó a Bart McClelland, el supervisor ficticio de la construcción del ferrocarril Union Pacific en la serie wéstern de media hora sindicada Union Pacific, basada libremente en una película del mismo nombre. En 1960, Morrow interpretó a Tob, el hermano mayor de Booz en el drama bíblico La historia de Ruth.
En 1960, fue elegido como geólogo (astronauta) en el episodio «Elegy» de The Twilight Zone.
Durante la década de 1960 en adelante, Morrow apareció en películas como Harbour Lights (1963), la comedia italiana Il giovane normale (1969), Blood Legacy (1971), y en una reverencia a su carrera anterior, un cameo en el monstruo de 1971. película Octaman para el veterano escritor y director de películas de monstruos de la década de 1950, Harry Essex.
Después de la cancelación en 1974 de la comedia de situación The New Temperatures Rising y la finalización de la filmación de la película de bajo presupuesto Fugitive Lovers, Morrow se retiró en gran medida de la actuación, aunque regresó para una aparición en 1975 en la serie Police Story. Su último papel en televisión fue en 1986, con una aparición especial en el episodio «A Day in Beaumont» de The Twilight Zone.

## Vida personal y muerte
En el momento de su muerte, Morrow estaba casado con Anna Karen Morrow. Tenía una hija. Murió el 26 de diciembre de 1993 en Canoga Park, condado de Los Ángeles, California.

## Filmografía parcial
- The Robe (1953) como Paulus.
- Flight to Tangier (1953) como Coronel C. M. Wier.
- Siege at Red River (1954) como Frank Kelso.
- Tanganyika (1954) como Abel McCracken.
- Sign of the Pagan (1954) como General Paulinus.
- Captain Lightfoot (1955) como John Doherty alias Capitán Thunderbolt.
- This Island Earth (1955) como Exeter.
- World in My Corner (1956) como Robert T. Mallison.
- The Creature Walks Among Us (1956) como Dr. William Barton.
- The First Texan (1956) como Jim Bowie
- Pardners (1956) como Rio.
- Kronos (1957) como Dr. Leslie Gaskell.
- Hour of Decision (1957) como Joe Sanders.
- The Giant Claw (1957) como Mitch MacAfee.
- Copper Sky (1957) como Haxon 'Hack' Williams.
- La historia de Ruth (1960) como Tob.
- Five Bold Women (1960) como Marshal Kirk Reed.
- Harbor Lights (1963) como Cardenal.
- Normal Young Man (1969) como Profesor Sid.
- WWill to Die (1971) como Gregory Dean.
- Octaman (1971) como Dr. John Willard.
- Fugitive Lovers (1975) como Senador Maxim.